# Аллея расстрелянных патриотов
Аллея расстрелянных патриотов 1941—1944 (серб. Алеја стрељаних родољуба 1941-1944), также известная как Аллея ветеранов Народно-освободительной войны (серб. Алеја бораца Народноослободилачког рата) и Аллея жертв оккупантов 1941—1944 (серб. Алеја жртава окупатора 1941-1944) — одна из аллей белградского Нового кладбища. Находится в центральной части, между Аллей великих и Аллеей почётных граждан. Открыта в 1959 году на месте, где в ноябре 1944 года были захоронены эксгумированные останки белградцев, убитых в концлагере Баница и других белградских тюрьмах, созданных оккупационными властями Сербии. Авторы аллеи — архитекторы Светислав Личина и Богдан Богданович.

## Памятник павшим
В Аллее находится памятник павшим партизанам, на котором находятся две мемориальные таблички со следующими надписями:

В могилах этой аллеи покоятся посмертные останки:
Патриотов, которых расстреляли в Белграде Специальная полиция и Гестапо в 1941—1944 годах. Останки перенесены в 1959 году с Центрального кладбища в Маринковой-Баре, с кладбища в Старом-Саймиште и с участка на Новом кладбище. Из 804 эксгумированных жертв 462 были опознаны.
60 погибших бойцов 5-й Краинской ударной дивизии НОАЮ в боях за освобождение Белграда в октябре 1944 года, их имена высечены на табличке этой дивизии на Кладбище освободителям Белграда 1944 года.
Жертв усташских преступлений, поднятых из Савы: 150 в 1941 году и 254 в марте 1945 года, предварительно похороненных на участках на Новом кладбище и у Куле-Небоише.
Союз объединений ветеранов Народно-освободительной войны в Белграде, обновлено в 2004 году.
Оригинальный текст (серб.)
У хумци ове алеје почивају посмртни остаци:
Родољуба које су стрељали у Београду Специјална полиција и Гестапо 1941-1944. године. Преношење је обављено 1959. године са Централног гробља у Маринковој Бари, са гробља на Старом Сајмишту и из парцела на Новом гробљу. Од 804 есхумиране жртве, 462 је идентификовано.
Погинулих 60 бораца Пете крајишке ударне дивизије НОВЈ у биткама за ослобођење Београда из октобра 1944. године, њихова имена уклесана су на плочи те дивизије на Гробљу ослободилаца Београда 1944. године.
Жртве усташких злочина извађених из Саве: 150 из 1941. године и 254 из марта 1945. године првобитно сахрањених у парцелама на Новом гробљу и код Куле Небојише.
Савез удружења бораца НОР-а Београд, обновљено 2004. године.

Эти факелы над полем славы будут навечно свидетельствовать о нерушимости героических деяний бойцов, которые в 1941—1944 годах, исполняя революционные заветы, отдали свои жизни за новую социалистическую Югославию.
Оригинальный текст (серб.)Ове бакље над пољем славе сведочиће вечно о неуништивости јуначких дела бораца који су 1941-1944 у окупираном Београду извршавајући револуционарни завет дали своје животе за нову социјалистичку Југославију.

В этой аллее также находится памятник в виде виселицы, посвящённый повешенным патриотам в Теразии 17 августа 1941 года. Остаток аллеи составляют мемориальные таблички с именами отличившихся участников Народно-освободительного движения в Белграде, в том числе и Народных героев Югославии.

## Некоторые из похороненных
- Радмила Атанацкович
- Вукашин Антич-Додич, секретарь Центрального комитета Народной помощи
- Шела Барух
- Павле Бихали
- Милутин Благоевич
- Ратка Благоевич
- Душан Богданович
- Теодор (Тодор) Бороцкий
- Йованка Букумирович
- Мирослав Букумирович, Народный герой Югославии, член Белградского районного комитета КПЮ
- Србиянка Букумирович
- Мате Видакович
- Марияна Грегоран
- Мила Димич
- Джурджелина (Джука) Динич, Народный герой Югославии
- Тодор Дукин, секретарь Белградского окружного комитета КПЮ
- Любица Жужек
- Цирил Жужек
- Янко Лисяк, Народный герой Югославии, секретарь Белградского местного комитета КПЮ
- Василие Иванович, секретарь Белградского районного комитета КПЮ
- Мия Ковачевич, член Белградского окружного комитета КПЮ
- Клара Колер-Ивайнер и её сын Кокан
- Леонтина Краус
- Филип Мацура
- Душан Николиш
- Давид Паич, Народный герой Югославии, секретарь Белградского местного комитета КПЮ
- Гордана Парента
- Ненад Парента, Народный герой Югославии, секретарь Белградского районного комитета КПЮ
- Олга Джуришич-Парента
- Владета Попович-Пинецкий, ветеран Гражданской войны в Испании
- Юлишка Салай
- Корнелия Сенде-Попович, ветеран Гражданской войны в Испании
- Надежда (Нада) Пурич, Народный герой Югославии, член КПЮ
- Станислав Сремчевич, Народный герой Югославии, член Сербского краевого комитета КПЮ
- Джуро Стругар, Народный герой Югославии, член Сербского краевого комитета КПЮ
- Мирко Томич, Народный герой Югославии, член Сербского краевого комитета КПЮ
- Радмила Шнайдер, член Белградского районного комитета КПЮ
- Йосиф Щурла, член Белградского местного комитета СКМЮ

## Галерея
- Могила Србиянки Букумирович
- Могила Мирослава Букумировича
- Могила Ненада Паренты
- Могила Джуро Стругара
- Могила Мирко Томича